# The Little Drudge
The Little Drudge è un cortometraggio muto del 1911 prodotto dalla Essanay di Chicago. Il nome del regista non viene riportato nei credit.
Il film segna l'esordio sullo schermo della diciassettenne Eva Prout, qui in una parte di bambina, secondo quelle che erano le convenzioni teatrali e cinematografiche dell'epoca.

## Produzione
Il film fu prodotto dalla Essanay Film Manufacturing Company.

## Distribuzione
Distribuito dalla General Film Company, il film - un cortometraggio di una bobina - uscì nelle sale cinematografiche USA il 7 marzo 1911.